# Ägyptische Billie-Jean-King-Cup-Mannschaft
Die ägyptische Billie-Jean-King-Cup-Mannschaft ist die Tennisnationalmannschaft von Ägypten, die im Billie Jean King Cup eingesetzt wird. Der Billie Jean King Cup (bis 1995 Federation Cup, 1996 bis 2020 Fed Cup) ist der wichtigste Wettbewerb für Nationalmannschaften im Damentennis, analog dem Davis Cup bei den Herren.

## Geschichte
Erstmals am Billie Jean King Cup teilgenommen hat Ägypten im Jahr 1986.

## Teamchefs (unvollständig)
- Nael Zaki
- Mohamed-Wafa Ramadan

## Bekannte Spielerinnen der Mannschaft
- Magy Aziz